# Atomová emisní spektrometrie

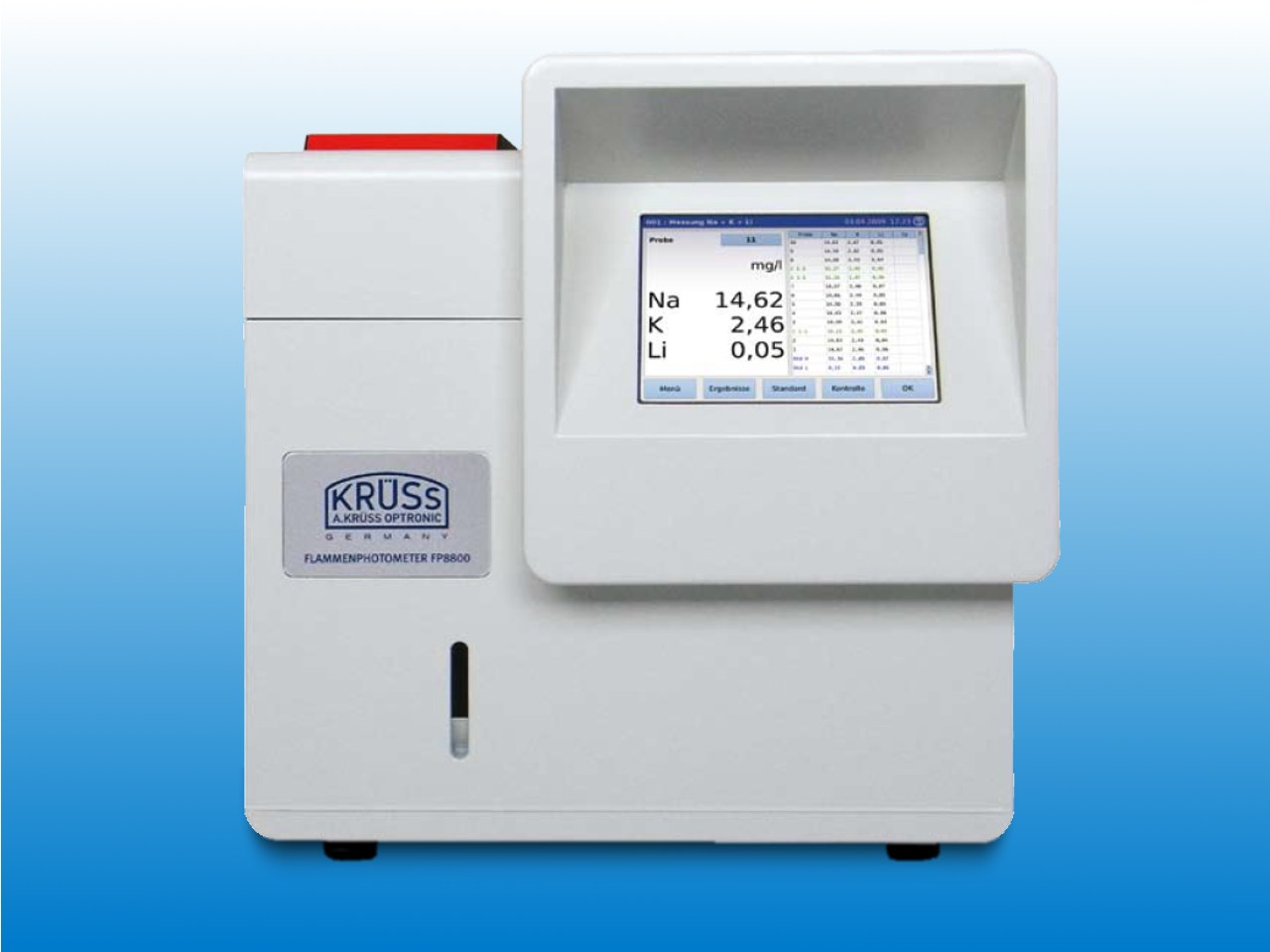
Laboratorní plamenový atomový emisní fotometr

Atomová emisní spektrometrie (také atomová emisní spektroskopie - AES, optická emisní spektrometrie - OES, plamenová spektroskopie, plamenová fotometrie) je metoda chemické analýzy, která studuje záření vysílané excitovanými atomy či ionty prvků. Excitace je dosaženo dodáním vnější energie (například vysokou teplotou). Po krátkém setrvání atomu v excitovaném stavu dojde k návratu do základního stavu a k vyzáření emisního nespojitého záření.
Metoda je založena na skutečnosti, že excitované atomy vyzařují elektromagnetické záření charakteristické pro daný chemický prvek a poskytují tak informace o složení vzorku. Poloha čar ve spektru určuje kvalitativní složení, zatímco intenzita čar kvantitativní složení. Metoda se používá, podobně jako atomová absorpční spektrometrie, pro kvantitativní a kvalitativní analýzu pevných, kapalných a plynných vzorků.

## Historie

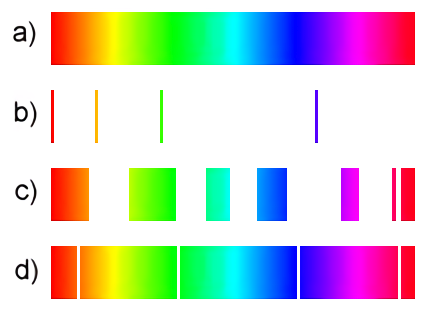
Příklady spekter: a) spojité spektrum b) čárové emisní spektrum c) pásové spektrum d) čárové absorpční spektrum

- Příklady spekter: a) spojité spektrum b) čárové emisní spektrum c) pásové spektrum d) čárové absorpční spektrumZa počátek spektroskopie se považuje rok 1666, kdy fyzik Isaac Newton provedl první experiment s rozptylem světla. Paprsek slunečního světla v temné místnosti nechal projít hranolem. Na bílém plátně za hranolem se světlo rozložilo na sedm barev - světelné spektrum.
- V roce 1802 anglický chemik William Hyde Wollaston při zkoumání slunečního spektra zjistil, že sluneční spektrum není dokonalá duha, ale že se v něm objevují černé čáry.
- V roce 1814 německý odborník na optické přístroje Joseph von Fraunhofer tyto černé čáry ve slunečním spektru popsal. Nazývají se proto po něm tmavé Fraunhoferovy čáry.

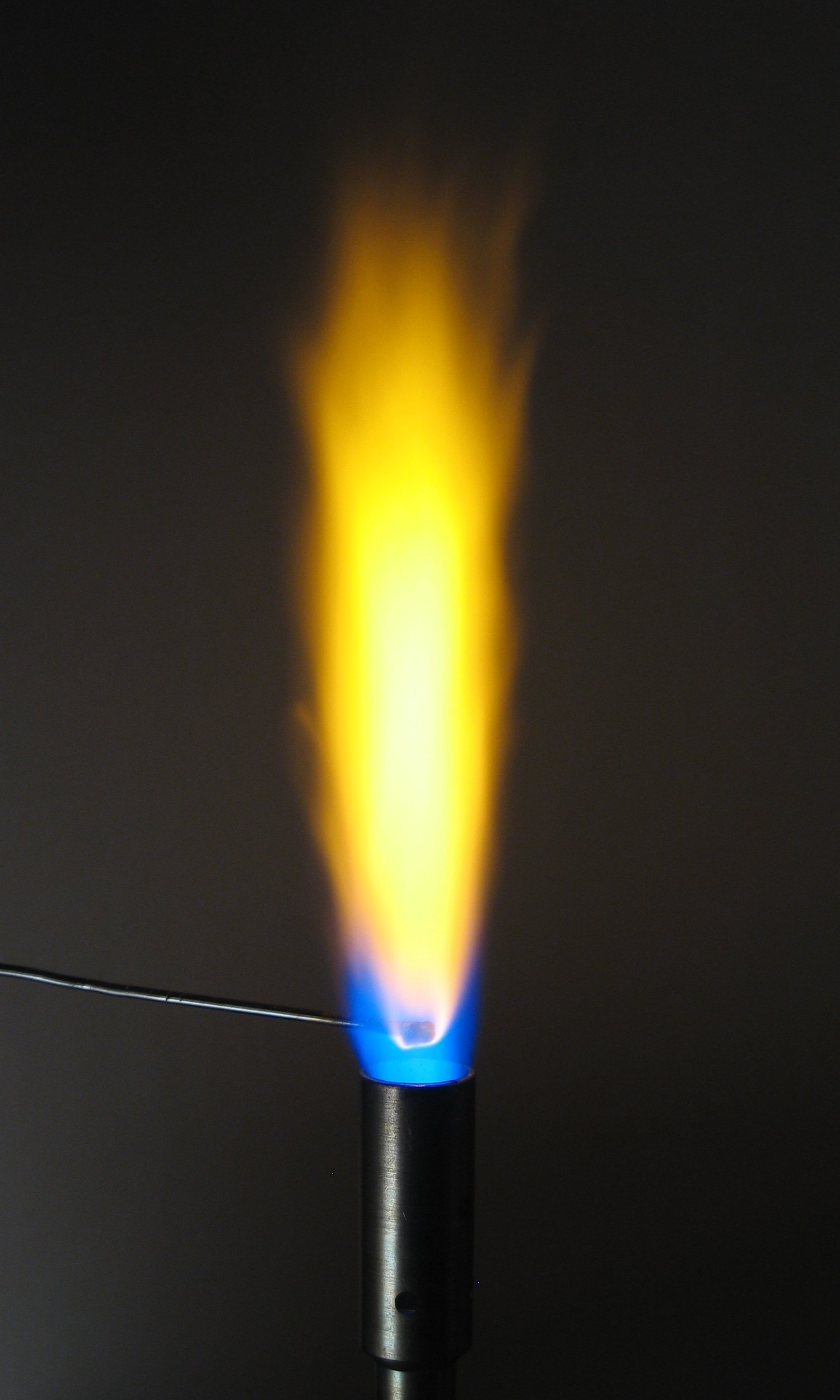
Ionty sodíku v plamenu s jasně žlutou světelnou emisí

- Ionty sodíku v plamenu s jasně žlutou světelnou emisíV roce 1859  Gustava Roberta Kirchhoff a  Robert Wilhelm Bunsen navrhli a postavili spektroskopické zařízení za účelem studia spekter kovů. Bylo prvním praktickým spektroskopickým přístrojem, který studoval spektrální čáry různých kovů v plamenech a elektrických jiskrách. Tím vytvořili základ spektrální analýzy.
- Určování absolutní intenzity spektrálních čar a měření relativní intenzity spektrálních čar umožnilo rozvoj kvalitativní a kvantitativní analýzy. Tyto metody se postupně z laboratoře přesunuly k průmyslovému využití.
- Po roce 1928 se spektrální analýza stala průmyslovou analytickou metodou. Zlepšila se stabilita zdroje buzení a výkon samotných spektrálních přístrojů.
- Nejčasnějším zdrojem excitační energie byl plamen. Mezi roky 1930 a 1940 byla stabilita spektroskopické analýzy zlepšena použitím vylepšeného řízeného oblouku a jiskry jako zdrojů buzení.
- Od roku 1960 s rozvojem výpočetní techniky vznikly optické emisní spektrometry a zautomatizovalo se řízení procesu analýzy. To zlepšilo přesnost, rychlost a zpracování dat spektrometry.

## Základní metody AES
Excitace atomů nastává vnějším dodáním energie. Může to být plamen, elektrický oblouk, jiskra, indukčně vázané plazma a přenos do stavu plazmatu. Některými základními metodami atomové emisní spektrometrie jsou:

### Plamenová atomová emisní spektrometrie

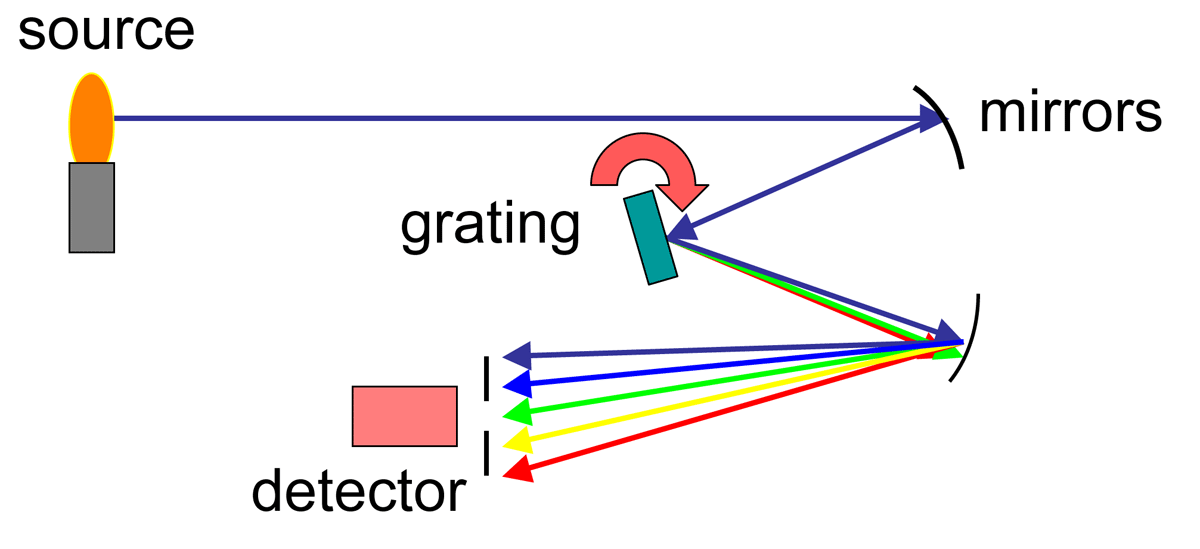
Princip plamenné fotometrie: source - zdroj, mirrors - zrcadla, grating - mřížka, detektor - čidlo

Při plamenové atomové emisní spektrofotometrii (F-AES) se vzorek materiálu (plyn, rozprašovaný roztok nebo malá smyčka platinového drátu se vzorkem) vloží do plamene. Tepelná energie plamene excituje vnější valenční elektrony a zvedá je na vyšší energetickou úroveň. Při návratu do základního stavu se dodaná energie uvolní jako světelná energie.
Každý prvek emituje spektrum charakteristické vlnové délky, které je rozptýleno mřížkou nebo hranolem a detekováno ve spektrometru (plamenový fotometr nebo plamenový atomový absorpční spektrometr v emisním režimu). Vlnová délka atomové spektrální čáry v emisním spektru udává identitu prvku, zatímco intenzita emitovaného světla je úměrná počtu atomů prvku.

Metoda je velmi jemná a snadno proveditelná, a proto se často využívá i v laboratorních podmínkách. Nejběžnější aplikací je stanovení alkalických kovů při farmaceutické analýze.

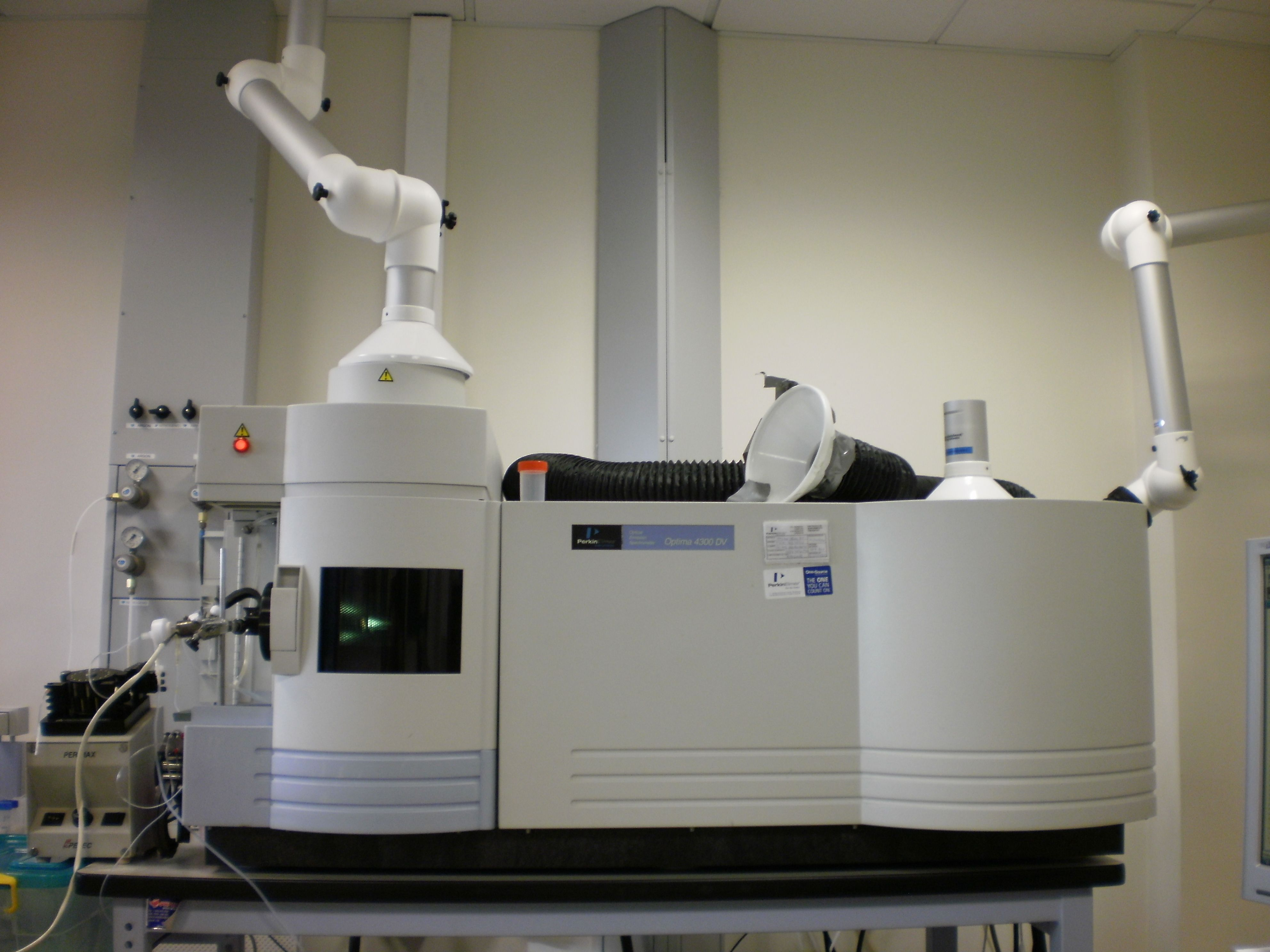
Optický emisní spektrometr s indukčně vázaným plazmatem

### Optická emisní spektrometrie s indukčně vázaným plazmatem

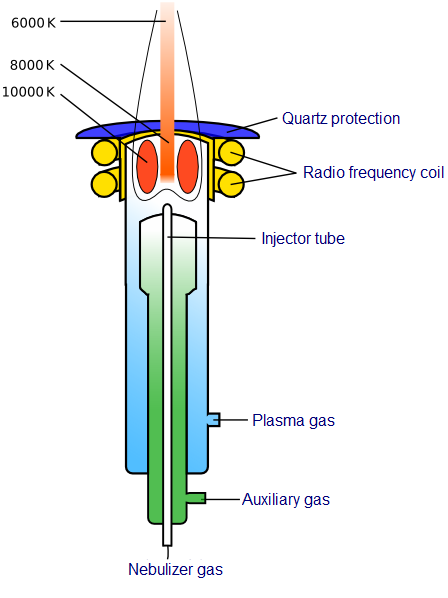
Princip optického emisního spektrometru: nebulizer gas - mlhovinový plyn, auxiliary gas - pomocný plyn, plasma gas - plazmový plyn, injector tube - vstřikovací trubice, radio freqency coil - radiofrekvenční cívka, quartz protection - křemenná ochrana

Optická emisní spektroskopie s indukčně vázaným plazmatem (ICP-OES) využívá indukčně vázané argonové plazma k produkci excitovaných atomů a iontů. Ty emitují elektromagnetické záření s vlnovými délkami charakteristickými pro konkrétní prvek.
Optický emisní spektrometr pro tuto metodu se skládá z indukční cívky a plazmové pochodně ve formě křemenné trubice. Plazma má mnohem vyšší teplotu než plamen, a proto poskytuje lepší excitaci atomů, pro argonové plazma se teplota pohybuje okolo 10000 K. Uvnitř křemenné trubice je plazma udržováno magnetickým polem indukčních cívek. Kromě plazmatu je do plazmové pochodně přiváděn ještě zmlžený vzorek a pomocný plyn.
Technologie ICP-OES je nyní široce používána v environmentální analýze, materiálovém výzkumu, kovoprůmyslu a farmaceutickém průmyslu.

### Mikrovlnná plazmová atomová emisní spektrometrie
Mikrovlnná atomová emisní spektrometrie s plazmovým hořákem (MPT-AES) se používá pro citlivou elementární analýzu. Mikrovlnná plazma je produkováno v prostředí atmosférického tlaku a má vysoký stupeň ionizace a rozkladu.
Mikrovlnné plazmové atomové emisní spektrometry nabízejí velmi dobré detekční možnosti a jsou proto široce používány jako excitační zdroj v plynové chromatografii. Výhodou této metody je relativně jednoduchá konstrukce a použití levných komponent. Zejména spotřeba plynu je ve srovnání s ICP-OES výrazně nižší.

### Jiskrová nebo oblouková atomová emisní spektroskopie
Jiskrová nebo oblouková atomová emisní spektroskopie se používá pro analýzu kovových prvků v pevných vzorcích. Vzorkem prochází elektrický oblouk nebo jiskra, která jej zahřívá na vysokou teplotu, aby došlo k excitaci atomů. Excitované atomy vyzařují světlo o charakteristických vlnových délkách, které je následně detekováno a analyzováno.
V minulosti nešlo jiskření nebo oblouk dobře regulovat a analýza prvků ve vzorku nebyla kvalitní. Moderní zdroje jisker s řízenými výboji nyní poskytují přesnou kvalitativní i kvantitativní analýzu. Tyto metody jsou v současnosti[kdy?] široce používány pro kontrolu kvality výroby ve slévárnách a zařízeních na odlévání kovů.